# استون مونتین (جورجیا)
استون مونتین، جورجیا (به English: Stone Mountain, Georgia) یک شهر در ایالات متحده آمریکا با جمعیت ۵٬۸۰۲ نفر است که در شهرستان دیکلب، جورجیا واقع شده‌است.

## موقعیت جغرافیایی
موقعیت جغرافیایی شهرها و مناطق اطراف به شرح زیر است: